# Шара (приток Малой Какши)
Шара — река в Шахунском районе Нижегородской области России. Устье реки находится в 50 км по левому берегу реки Малой Какши, у села Хмелевицы. Длина реки составляет 37 км, площадь водосборного бассейна — 192 км².

## Данные водного реестра
По данным государственного водного реестра России относится к Верхневолжскому бассейновому округу, водохозяйственный участок реки — Ветлуга от истока до города Ветлуга, речной подбассейн реки — Волга от впадения Оки до Куйбышевского водохранилища (без бассейна Суры). Речной бассейн реки — (Верхняя) Волга до Куйбышевского водохранилища (без бассейна Оки).
По данным геоинформационной системы водохозяйственного районирования территории РФ, подготовленной Федеральным агентством водных ресурсов:
- Код водного объекта в государственном водном реестре — 08010400112110000042322
- Код по гидрологической изученности (ГИ) — 110004232
- Код бассейна — 08.01.04.001
- Номер тома по ГИ — 10
- Выпуск по ГИ — 0